# Samoanischer Tālā
Der Tālā ist die Währung des Staates Samoa.
Ein Tālā ist unterteilt in 100 Sene. Es gibt Münzen zu 5, 10, 20, 50 Sene, 1 und 2 Tālā, Banknoten zu 2, 5, 10, 20, 50 und 100 Tālā. Obwohl der westliche Teil der Samoainseln von 1900 bis 1914 deutsche Kolonie (Deutsch-Samoa) war, ist der Tālā nicht direkt nach dem deutschen Taler benannt, sondern nach dem neuseeländischen Dollar.
Nach der Erklärung seiner (Wieder-)Unabhängigkeit 1962 hatte Samoa zunächst das neuseeländische (= britische) Pfund, die Währung der vorherigen Kolonialmacht, beibehalten, mit eigenen Banknoten, aber neuseeländischen Münzen. Als Neuseeland 1967 das Dezimalsystem einführte und dabei auch das Pfund durch den Dollar ersetzte, folgte Samoa diesem Schritt und führte den Tālā ein, wertgleich mit dem neuseeländischen Dollar. Erst 1975 bekam der Tālā einen eigenen Wechselkurs gegenüber anderen internationalen Währungen, zunächst staatlich reguliert, seit 2001 frei konvertierbar.